# Eucalyptus deanei
Eucalyptus deanei là một loài thực vật có hoa trong Họ Đào kim nương. Loài này được Maiden mô tả khoa học đầu tiên năm 1904.

## Hình ảnh

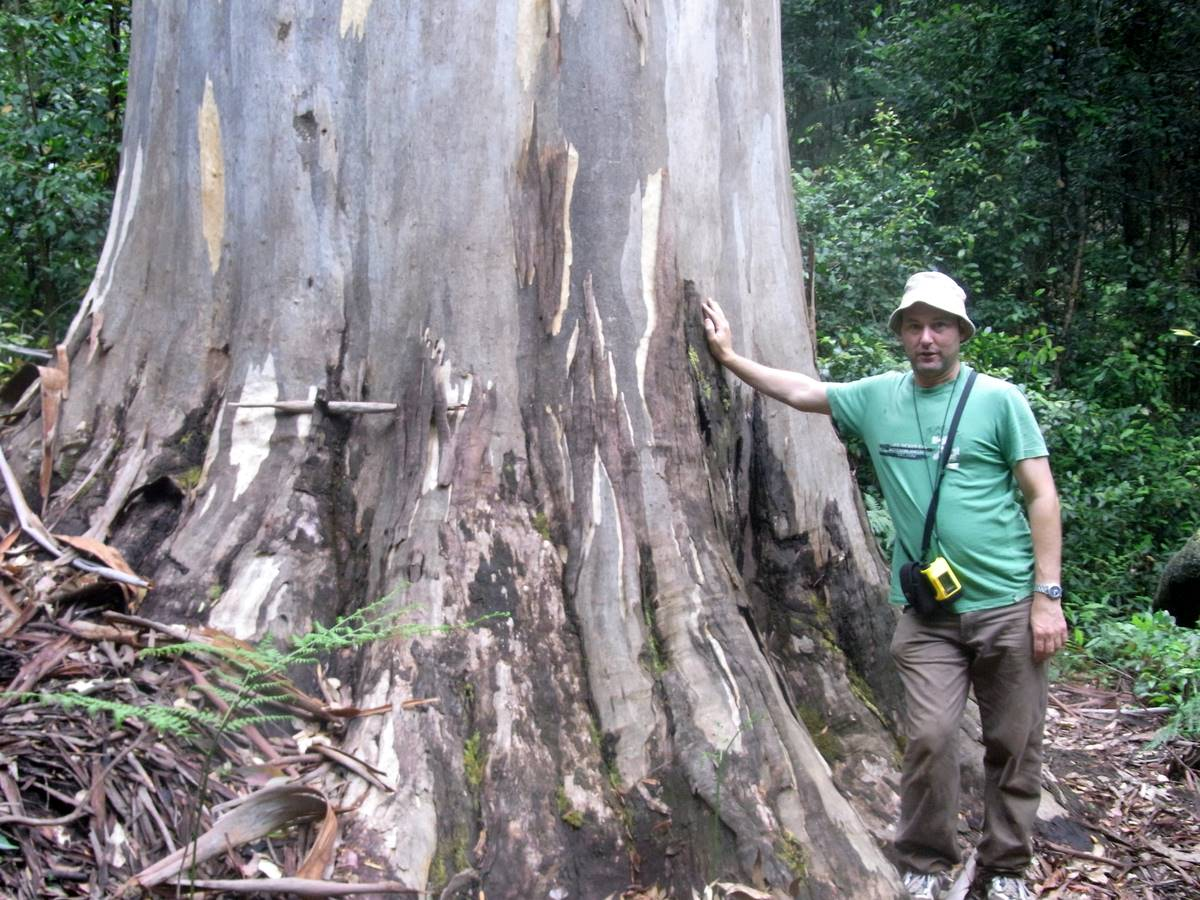
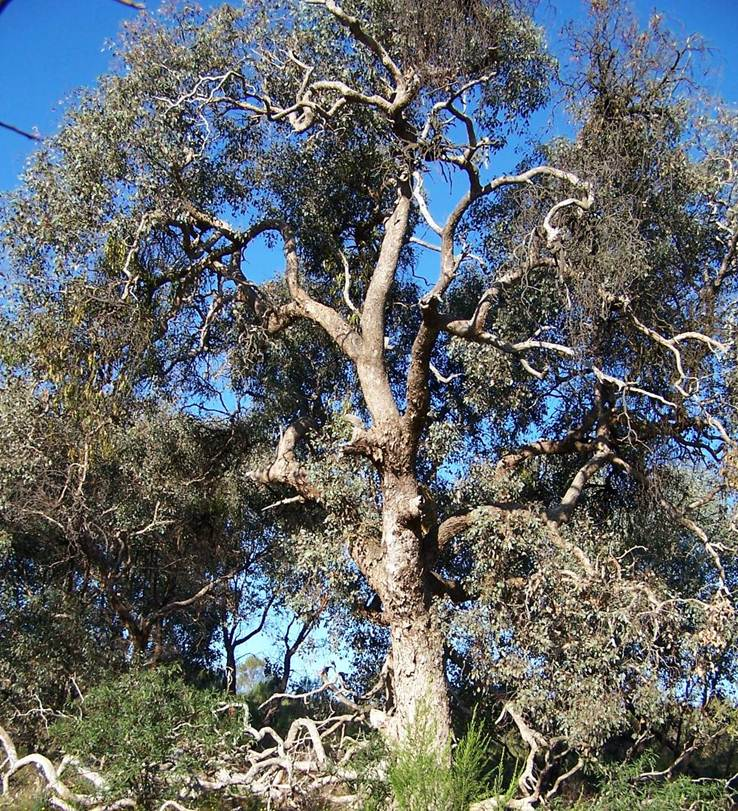
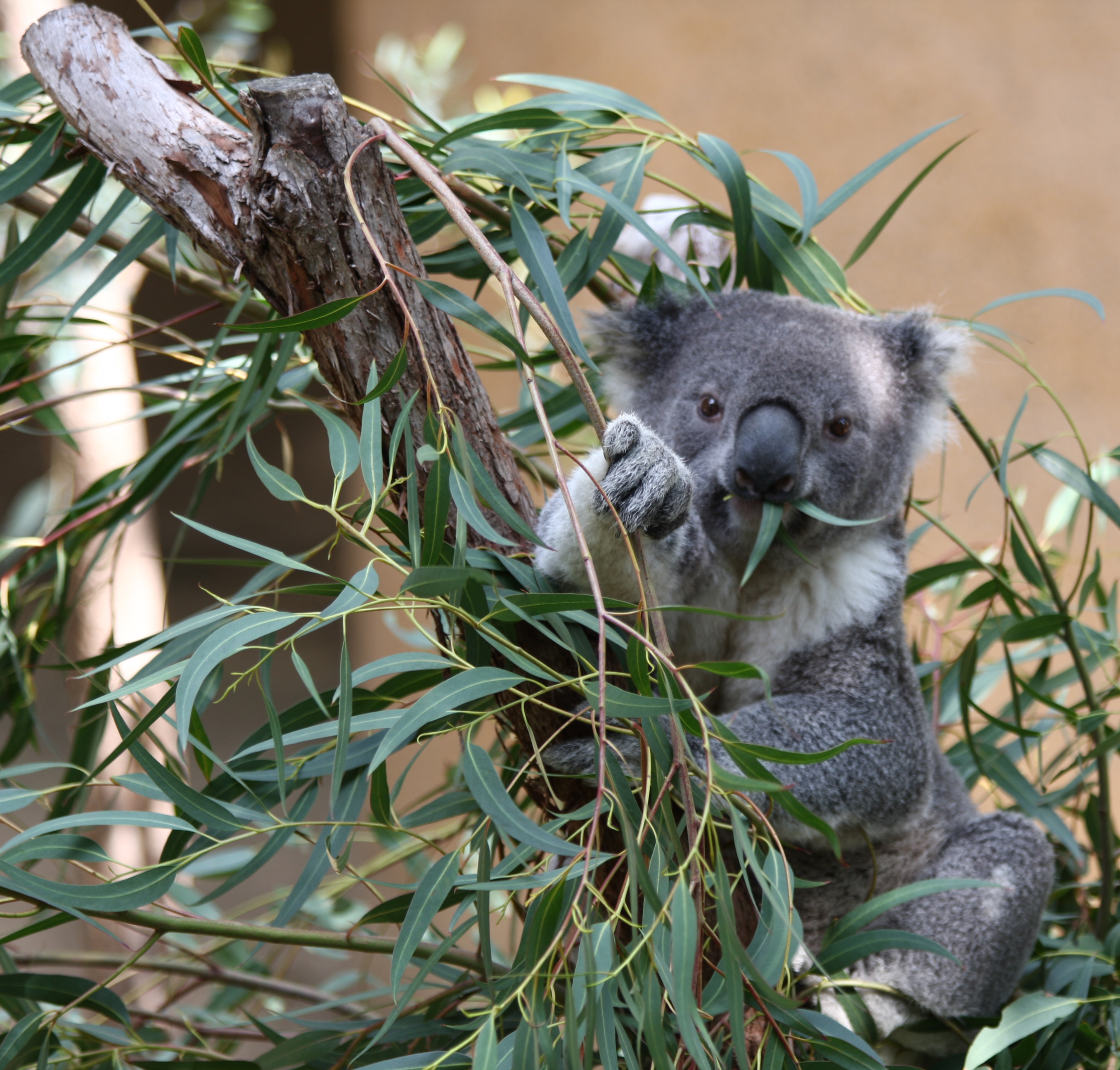
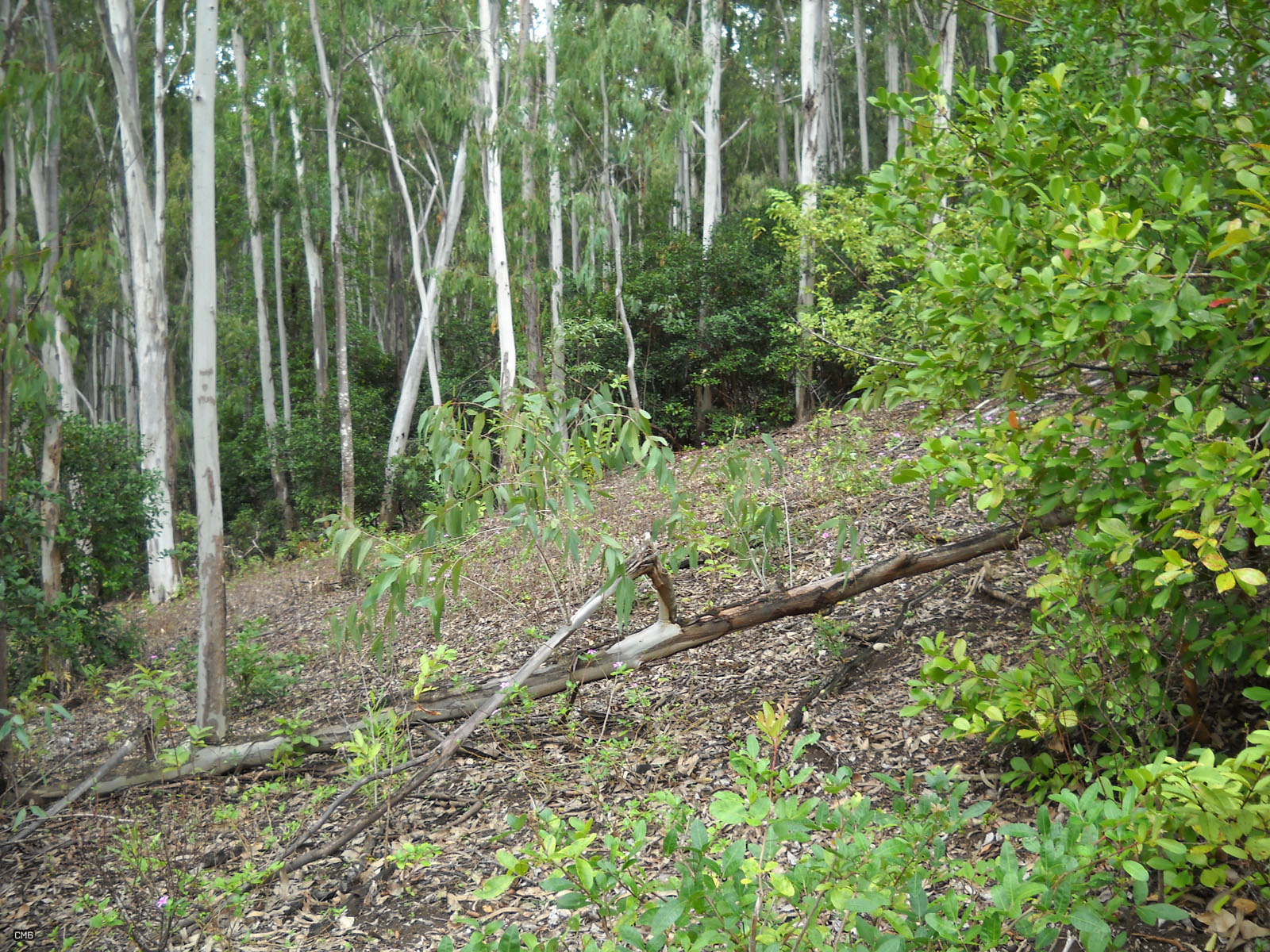